# Kåre Kongsvik
Kåre Kongsvik (10 aprile 1902 – 12 novembre 1982) è stato un calciatore norvegese, di ruolo attaccante.

## Carriera

### Club
Kongsvik vestì la maglia del Brann, formazione con cui vinse la Coppa di Norvegia 1925.

### Nazionale
Disputò 3 partite per la Norvegia. Debuttò il 12 giugno 1929, nel pareggio per 4-4 contro l'Paesi Bassi. Segnò l'unica rete in data 21 settembre 1930, sancendo il successo per 1-0 sulla Danimarca.

## Palmarès

### Club

#### Competizioni nazionali
- Coppa di Norvegia: 1

Brann: 1925